# 6280 Sicardy
6280 Sicardy eller 1980 RJ är en asteroid i huvudbältet som upptäcktes den 2 september 1980 av den amerikanske astronomen Edward L.G. Bowell vid Anderson Mesa Station. Den är uppkallad efter den franske astronomen Bruno Sicardy.
Asteroiden har en diameter på ungefär 4 kilometer och den tillhör asteroidgruppen Flora.